# Condate (bướm đêm)
Condate là một chi bướm đêm thuộc họ Erebidae.

## Các loài
- Condate angulina
- Condate arenacea
- Condate consocia
- Condate costiplagiata
- Condate fabularis
- Condate flexus
- Condate hypenoides
- Condate orsilla
- Condate purpurea
- Condate purpureorufa
- Condate retrahens
- Condate rufistigma
- Condate snelleni